# زمین‌لرزه ۱۹۵۵ مصر
زمین‌لرزه مصر  در تاریخ ۱۲ سپتامبر ۱۹۵۵ میلادی، برابر با ‎۲۰ شهریور ۱۳۳۴، ساعت ۶:۰۹:۲۴ به زمان یوتی‌سی در مصر رخ داد. ژرفای این زلزله ۳۳ کیلومتر بود. بزرگی آن ۶٫۷ در مقیاس Ms اعلام شده‌است. زمین‌لرزه به وقت محلی در روز دوشنبه، ساعت ۸ روی داده و منطقه زمانی آن یوتی‌سی +۲ بوده‌است (با لحاظ تغییر ساعت تابستانی).
سازمان زمین‌شناسی آمریکا نیز جای این زمین‌لرزه را در مختصات ۳۲°۱۲′شمالی ۲۹°۳۶′شرقی / ۳۲٫۲°شمالی ۲۹٫۶°شرقی و بزرگی آنرا برابر با ۶٫۳ در مقیاس ریشتر اعلام کرده‌است. 
شمار کشتگان زلزله حدود ۱۸ نفر بوده‌است.تعداد زخمیان ۸۹ نفر برآورده شده‌است.